# Stadio Al-Thumama
Lo stadio Al-Thumama (in arabo ملعب الثمامة‎?) è un impianto sportivo destinato al calcio situato a Doha, nel distretto di Al-Thumama, in Qatar. 
Dotato di una struttura che imita il disegno di una tradizionale shashia, è stato inaugurato nel 2021 e ha una capacità di 40 000 spettatori. Ha ospitato alcune partite della Coppa araba FIFA 2021 e del campionato mondiale di calcio 2022.

## Storia
Costruito vicino all'aeroporto Internazionale Hamad, a circa 12 km da Doha, su progetto dell'architetto Ibrahim Jaidah, trae ispirazione dal disegno di una tradizionale shashia, copricapo maschile utilizzato nel mondo islamico. La sua costruzione iniziò nel 2017 e si completò nel 2021, con l'inaugurazione avvenuta il 22 ottobre 2021, in occasione della finale della Coppa dell'Emiro del Qatar.
Ha ospitato sei partite della Coppa araba FIFA 2021, inclusi un quarto di finale e una semifinale, e otto partite del campionato mondiale di Qatar 2022, tra cui un ottavo di finale e un quarto di finale.